# Hævnen (film fra 2010)
 For alternative betydninger, se Hævnen. (Se også artikler, som begynder med Hævnen)
Hævnen er en dansk dramafilm fra 2010, der er instrueret af Susanne Bier og manuskript skrevet af Anders Thomas Jensen. Filmen er primært optaget i Rudkøbing på Langeland samt i Kenya.
Filmen vandt en Golden Globe for bedste udenlandske film i 2011. Filmen har tillige vundet en Oscar i 2011 i kategorien bedste fremmedsprogede film.

## Medvirkende
- Claus – Ulrich Thomsen
- Anton – Mikael Persbrandt
- Marianne – Trine Dyrholm
- Christian – William Jøhnk Nielsen
- Elias – Markus Rygaard
- Lars – Kim Bodnia
- Rektor – Bodil Jørgensen
- Eva (mor) – Camilla Gottlieb
- Hanne – Anette Støvelbæk
- Betjent – Paw Henriksen
- Niels – Martin Buch
- Jens' søn – Emil Nicolai Helms

## Eksterne Henvisninger
- Hævnen på Internet Movie Database (engelsk)
- Hævnen på Filmdatabasen
- Hævnen på danskefilm.dk
- Hævnen på danskfilmogtv.dk
- Hævnen på Scope
- Hævnen i Svensk Filmdatabas (svensk)
- Hævnen på AlloCiné (fransk)
- Hævnen på MovieMeter (nederlandsk)
- Hævnen på AllMovie (engelsk)
- Hævnen hos British Film Institute (engelsk)